# União Luziense Esporte Clube
O União Luziense Esporte Clube é um clube de futebol profissional com sede em Santa Luzia, Minas Gerais, Brasil. As cores do clube são preto, vermelho e branco. O União Luziense foi fundado como uma equipe B do Santa Cruz Esporte Clube, outro clube luziense muito prestigiado nos anos 60 e 70.

## História
O União Luziense fez sua estreia profissional na Segunda Divisão do Campeonato Mineiro em 2001, onde infelizmente terminou em último lugar. Após um hiato, o clube voltou a competir em 2004, demonstrando uma melhora significativa ao terminar em quarto lugar na competição.
Em 2007, o União Luziense desfrutou de um sucesso considerável na Segunda Divisão do Campeonato Mineiro, terminando em segundo lugar na Chave D, o que lhe valeu uma promoção para o Campeonato Mineiro de Futebol Módulo II, junto com Araxá, Itaúna, Ideal, Passense, e Poços de Caldas. No entanto, sua campanha em 2008 no Módulo II foi decepcionante, terminando em penúltimo lugar e resultando em seu rebaixamento para a Segunda Divisão.
O clube optou por não participar da Segunda Divisão em 2009, retornando à competição em 2011. Com uma campanha impressionante, chegou às semifinais, mas foi eliminado pelo Araxá Esporte Clube.
Em 2020, na sua 10ª participação na Segunda Divisão do Campeonato Mineiro, o União Luziense conquistou uma promoção ao Campeonato Mineiro de Futebol - Módulo II de 2021, ao terminar em segundo lugar no hexagonal final.

## Símbolos

### Escudo
| Evolução do Escudo do União Luziense | Evolução do Escudo do União Luziense | Evolução do Escudo do União Luziense | Evolução do Escudo do União Luziense | Evolução do Escudo do União Luziense | Evolução do Escudo do União Luziense |
| 1973 – 2017                          | 2017 – Atual                         |                                      |                                      |                                      |                                      |
| ------------------------------------ | ------------------------------------ | ------------------------------------ | ------------------------------------ | ------------------------------------ | ------------------------------------ |

## Temporadas
Legenda:
| Campeão Vice-campeão Eliminado na semifinal | Classificado à Copa Libertadores da América pela campanha no Campeonato Brasileiro Classificado à Copa Libertadores da América pelo título da Copa do Brasil ou Copa Libertadores Classificado à Copa Sul-Americana ou Copa do Brasil | Campeão do Interior Rebaixado à divisão inferior Campeão e promovido à divisão superior Promovido à divisão superior |